# Oberkirn
Oberkirn település Németországban, Rajna-vidék-Pfalz tartományban. Lakosainak száma 327 fő (2023. december 31.). Oberkirn Rohrbach és Schwerbach községekkel határos.

## Népesség
A település népességének változása:
| Lakosok száma | 416  | 320  | 319  | 316  | 328  | 327  |
|               | 1975 | 2017 | 2019 | 2021 | 2022 | 2023 |